# Eriococcus eriogoni
Eriococcus eriogoni är en insektsart som beskrevs av Ehrhorn 1911. Eriococcus eriogoni ingår i släktet Eriococcus och familjen filtsköldlöss. Inga underarter finns listade i Catalogue of Life.